# Гирокомио
Гирокомио (греч. Γηροκομείο) — район Афин, в южной части проспекта Кифисьяс. Граничит с районами Гизи, Неа-Филотеи и Амбелокипи, а также пригородом Психикон.
Район получил своё название по фонду, который действовал здесь в 1930-е годы — Институту сестринской помощи, основанному Эвстфием и Пальмирой Лампса (Ιδρύματος του Γηροκομείου, δωρεάς των Ευσταθίου και Παλμύρας Λάμψα).